# Juan Imhoff
Juan José Imhoff (11 de maio de 1988) é um jogador de rugby sevens argentino.

## Carreira
Juan Imhoff integrou o elenco da Seleção Argentina de Rugbi de Sevens, na Rio 2016, que foi 6º colocada.